# Кларк, Зандер
Александер Кларк (англ. Alexander Clark; род. 26 июня 1992, Глазго) — шотландский футболист, вратарь клуба «Харт оф Мидлотиан» и сборной Шотландии. Участник чемпионата Европы 2024 года.

## Клубная карьера
Кларк — воспитанник клубов «Гамильтон Академикал» и «Сент-Джонстон». 2010 году игрок был включён в заявку на сезон последних. В 2011 году Зандер на правах аренды перешёл в «Элгин Сити». 6 августа в матче против «Бервик Рейнджерс» он дебютировал в Третьем дивизионе Шотландии. В 2013 году Кларк был арендован «Куин оф зе Саут». 19 октября в матче против «Данди» он дебютировал в шотландском Чемпионшипе. В 2015 году по окончании аренды Зандер вернулся в «Сент-Джонстон». 26 сентября в матче против «Данди Юнайтед» он дебютировал в шотландской Премьер-лиге. В 2021 году игрок помог клубу завоевать Кубок Шотландии и Кубок шотландской лиги.
В 2022 году Кларк перешёл в «Харт оф Мидлотиан». 24 декабря в матче против «Данди Юнайтед» он дебютировал за новую команду.

## Международная карьера
17 октября 2023 года в товарищеском матче против сборной Франции Кларк дебютировал за сборную Шотландии.
В 2024 году Зандер принял участие в чемпионате Европы  в Германии. На турнире он был запасным и на поле не вышел.

## Достижения
Клубные
 «Сент-Джонстон»
- Обладатель Кубка Шотландии — 2020/2021
- Обладатель Кубка шотландской лиги — 2020/2021